# Fronteira Bielorrússia–Ucrânia
A fronteira entre Bielorrússia e Ucrânia é a linha que limita os territórios da Bielorrússia e da Ucrânia, ambas antigas da União Soviética. De oeste para leste, começa no ponto de tríplice fronteira de ambos os países com a Polónia, seguindo um percurso irregular até um pouco a leste de Chernobyl. Atingindo o rio Dniepr, segue o seu percurso para norte em cerca de 100 km, e retoma a direção oeste-leste até atingir a tríplice fronteira com a Rússia.